# Châu Hóa
Châu Hóa là một xã thuộc huyện Tuyên Hóa, tỉnh Quảng Bình, Việt Nam.

## Địa lý
Xã Châu Hóa nằm ở phía đông bắc huyện Tuyên Hóa, có vị trí địa lý:
- Phía đông giáp xã Văn Hóa
- Phía tây giáp xã Phong Hóa
- Phía nam giáp xã Cao Quảng
- Phía bắc giáp xã Mai Hóa và xã Tiến Hóa.

Xã Châu Hóa có diện tích 18,16 km², dân số năm 2019 là 4.165 người, mật độ dân số đạt người/km².

## Hành chính
Xã Châu Hóa được chia thành 5 thôn: Kinh Châu, Uyên Phong, Lâm Lang, Thanh Châu, Lạc Sơn.